# Passado, Presente & Futuro
Passado, Presente & Futuro é o primeiro álbum da carreira dos cantores/compositores Sá, Rodrix e Guarabyra.

## Faixas
| N.º | Título                            | Compositor(es)                                  | Duração |  |
| 1.  | "Zepelim"                         | Luiz Carlos Sá                                  | 2:48    |  |
| 2.  | "Ama teu vizinho como a ti mesmo" | Luiz Carlos Sá, Zé Rodrix                       | 2:25    |  |
| 3.  | "Juriti butterfly"                | Guttemberg Guarabyra, Luiz Carlos Sá            | 2:38    |  |
| 4.  | "Me faça um favor"                | Guttemberg Guarabyra, Luiz Carlos Sá            | 3:11    |  |
| 5.  | "Boa noite"                       | Luiz Carlos Sá, Zé Rodrix                       | 2:58    |  |
| 6.  | "Hoje ainda é dia de rock"        | Zé Rodrix                                       | 2:18    |  |
| 7.  | "Primeira canção da estrada"      | Luiz Carlos Sá, Zé Rodrix                       | 2:49    |  |
| 8.  | "Cumpadre meu"                    | Guttemberg Guarabyra                            | 3:38    |  |
| 9.  | "Crianças perdidas"               | Zé Rodrix                                       | 2:02    |  |
| 10. | "Azular"                          | Luiz Carlos Sá                                  | 3:09    |  |
| 11. | "Ouvi contar"                     | Guttemberg Guarabyra, Luiz Carlos Sá, Zé Rodrix | 2:14    |  |
| 12. | "Coda: Cigarro de palha"          | Guttemberg Guarabyra                            | 0:48    |  |